# 더 로드 (2003년 영화)
《더 로드》(영어: Dead End)는 프랑스에서 제작된 장바티스트 앙드레아, 파브리스 카네파 감독의 2003년 영어 미스터리 공포 스릴러 영화이다. 레이 와이즈 등이 출연하였고, 젬스 위트 등이 제작에 참여하였다.

## 출연진
- 알렉산드라 홀든
- 레이 와이즈
- 린 셰이
- 믹 케인
- 빌리 애셔
- 앰버 스미스
- 캐런 S. 그리건
- 스티브 밸런타인

## 기타 제작진
- 라인 제작: 앨버트 해슨
- 배역: 어맨다 코블린
- 미술: 브라이스 홀츠하우즌
- 의상: 데버라 와크닌
- 특수 분장: T.C. 세클라 루이시